# Новоандріївська сільська рада (Волноваський район)
| Новоандріївська сільська рада — колишній орган місцевого самоврядування у Волноваському районі Донецької області з адміністративним центром у с. Новоандріївка. Сільській раді підпорядковані населені пункти: - с. Новоандріївка - с. Кирилівка |

## Склад ради
Рада складається з 16 депутатів та голови.

## Керівний склад сільської ради
| ПІБ                         | Основні відомості                                                               | Дата обрання | Дата звільнення |
| --------------------------- | ------------------------------------------------------------------------------- | ------------ | --------------- |
| Багатюк Олексій Григорович  | Сільський голова, 1951 року народження, освіта, член Партії регіонів            | 26.03.2006   | 31.10.2010      |
| Романченко Олена Михайлівна | Сільський голова, 1962 року народження, освіта середня спеціальна, позапартійна | 31.10.2010   |                 |

Примітка: таблиця складена за даними джерела